# Vår hemmagjorda dansmusik
Vår hemmagjorda dansmusik är ett studioalbum av det svenska dansbandet Wizex, släppt 1993. Det placerade sig som högst på 45:e plats på den svenska albumlistan.

## Låtlista
1. Tack för i dag (L.Göransson-D.Stråhed)
2. Det finns inget som kärleken (S.Bundgaard-K.Heik/D.Sråhed)
3. Vår hemmagjorda dansmusik (H.Saffer-D.Stråhed)
4. Där du vet (M.Murray-D.Stråhed)
5. När en flicka talar skånska (Michael Saxell)
6. Lycklig igen (D.Stråhed)
7. Ta en enkel ut och res (D.Stråhed)
8. Ingen är så underbar som du (R.Lövland-O.Boröchstein-ILO)
9. Jag kommer hem (T.Norell-Oson-A.Bard-K.Almgren-L.Gran)
10. Livets vår (O.Bredahl-D.Stråhed)
11. C'est la vie (D.Stråhed)
12. Sjunde himlen (S.Berg)
13. Om himlen och Österlen (M.Saxell)
14. Älska mig (B.Andersson-Marie Nilsson)

## Listplaceringar
| Lista (1993) | Topplacering |
| ------------ | ------------ |
| Sverige      | 45           |

### Fotnoter
1. ↑  ”Svensk mediedatabas”. http://smdb.kb.se/catalog/id/001505916. Läst 22 april 2011.
2. ↑  ”Svensk mediedatabas”. http://smdb.kb.se/catalog/id/001535484. Läst 22 april 2011.
3. ↑  ”Danswebb”. Arkiverad från originalet den 5 mars 2016. https://web.archive.org/web/20160305055415/http://www.dans-web.nu/skivor/index.php?pid=view&ref_cd=92. Läst 9 juni 2011.
4. ↑  ”Listplacering”. http://hitparad.se/showitem.asp?key=19193&cat=a. Läst 22 april 2011.